# Gaurav Solanki
Gaurav Solanki est un boxeur indien né le 21 janvier 1997 à Ballabhgarh.

## Carrière
Sa carrière amateur est principalement marquée par une médaille d'or remportée aux Jeux du Commonwealth de 2018 dans la catégorie des poids mouches.

## Palmarès

### Jeux du Commonwealth
- Médaille d'or en -52 kg en 2018 à Gold Coast, Australie